# Timo Salonen
Timo Salonen  (* 8. října 1951, Helsinky) je bývalý finský automobilový závodník.
Proslavil se zejména v závodech rally – v seriálu Mistrovství světa v rallye závodil v letech 1974–1992 a 2002. Jednou se stal mistrem světa (1985), a to s vozem Peugeot 205. Kromě toho byl jednou třetí (1986). Odjel 95 závodů, z nichž 11 vyhrál. 24x stál na stupních vítězů. Vystřídal týmy Fiat, Datsun, Nissan, Peugeot, Mazda a Mitsubishi.